# Rhopilema
Rhopilema is een geslacht van neteldieren uit de familie van de Rhizostomatidae.

## Soorten
- Rhopilema esculentum Kishinouye, 1891
- Rhopilema hispidum
- Rhopilema nomadica
- Rhopilema rhopalophora (Haeckel)
- Rhopilema rhopalophorum Haeckel, 1880
- Rhopilema verrilli